# 小谷野哲郎

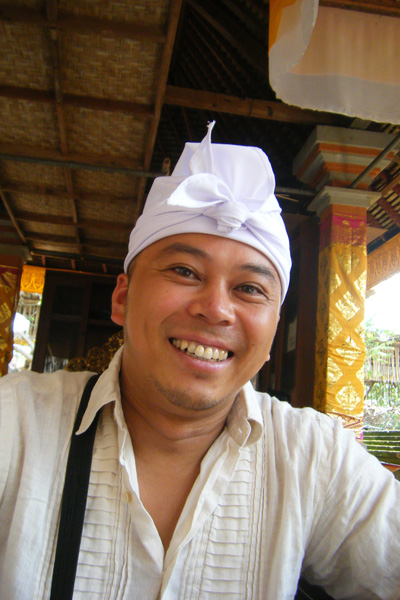
小谷野 哲郎

小谷野 哲郎（こやの てつろう）は、日本のバリ仮面舞踊家、インドネシア芸能コーディネーター。

- 仮面舞踊劇「ポタラカ」
- ガムラン集団「ウロツテノヤ子」主宰
- 日本インドネシア芸術文化交流オフィス「ジュクン・ミュージック」代表

## 人物
バリ舞踊家、インドネシア芸能コーディネーター

東京都立西高等学校卒業。東海大学教養学部芸術学科音楽学課程卒業、同大学院芸術学研究科音響芸術専攻修了。芸術学修士。
母は絵画修復家の小谷野匡子。

## 経歴

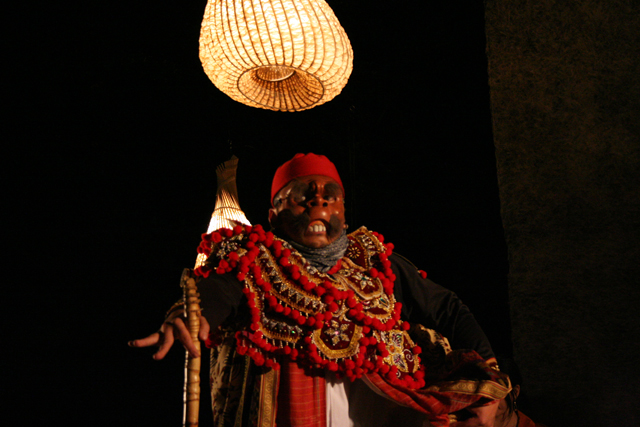

大学時代にサウンドスケープ研究のため、バリを訪れ、大学院在学中よりバリ舞踊を始める。

師事
- アナック・アグン・グデ・オカ・ダラム
- イ・マデ・ジマット

1995年

インドネシア政府奨学生(ダルマシスワ Darmasiswa)としてインドネシア国立芸術高等学院(Sekolah Tinggi Seni Indonesia, STSI。

インドネシア国立芸術大学、Institute Seni Indonesia, ISI)デンパサール校舞踊家に留学。

帰国後、パーカッショニストの和田啓と共にバリ仮面舞踊劇を元にしたパフォーマンスを行うグループ「ポタラカ(Potalaka)」を結成。
日本人の身体と感性を基にバリの仮面舞踊劇を解体再編成し、日本ならではの芸能創造を目指す。ポタラカをベースとしながら、2001年よりヴォーカリスト松本泰子、ウード奏者常味裕司らと共に「南洋神楽プロジェクト」を始動。
2000年にインドネシアと日本を中心としたアジア各国との文化芸術交流を推進するためのオフィス「ジュクン・ミュージック」を設立。2005年、在東京インドネシア共和国大使館より文化功労賞授与。能楽師津村禮次郎と共に「能楽×インドネシア芸能コラボレーションプロジェクト」を推進。
2002年、バリ芸能集団「ウロツテノヤ子」結成。奄美唄者の朝崎郁恵とのCD「はまさき」をはじめ、様々なミュージシャンたちとも共演。2012年オリジナルアルバム「GAMELAN」を発表。
役者として、狂言師5世野村万之丞による「真伎楽」他のプロジェクト、演出家小池博史による「パパ・タラフマラ」「小池博史ブリッジプロジェクト」の各作品などに参加。
2017年より物語作家であり「やらだ出版」主宰の渡邊直加と共に「hoshifune」として活動を開始。日本各地、東南アジアを中心に公演やワークショップを展開している。
主な著書に「インドネシア芸能への招待」（共著。皆川厚一編。東京堂出版。2010年）
NPO法人「ブリッジフォージアーツアンドエデュケーション」代表。

## 関係リンク
1. ウロツテノヤ子
2. 小池博史ブリッジプロジェクト「マハーバーラタ」
3. hoshifune
4. 南洋神楽プロジェクト